# 부산광역시도 제40호선
부산광역시도 제40호선은 부산광역시 강서구 강동동 김해교에서 시작해 부산광역시 해운대구 좌동지하차도까지 이어지는 부산광역시도이다. 김해교 시점부터 동래구 내성 교차로까지 구간은 국도 제14호선과 중복되며, 북구 구포대교 교차로에서 덕천 교차로까지 구간은 부산광역시도 제41호선과 중복된다. 또한 고속도로입구 교차로에서 까지는 부산광역시도 제66호선과 중복된다.

## 경유하는 도로
- 낙동북로 - 낙동대로 - 만덕대로 - 충렬대로 - 해운대로 - 좌동로

## 주요 경유지
- 부산광역시
  - 강서구 - 북구 - 동래구 - 해운대구

## 노선
- 연한 파란색(■): 국도 제14호선 중복 구간

| 구간                     | 이름                                                                                         | 접속 노선                                                                               | 소재지          | 소재지 | 비고            |
| 김해대로와 직결          | 김해대로와 직결                                                                              | 김해대로와 직결                                                                         | 김해대로와 직결 | 김해대로와 직결                                                                                             | 김해대로와 직결 |
| ------------------------ | -------------------------------------------------------------------------------------------- | --------------------------------------------------------------------------------------- | --------------- | --- | --------------- |
| 낙동북로                 | 김해교                                                                                       |                                                                                         | 부산광역시      | 강서구 |                 |
| 낙동북로                 | 대사1구 교차로                                                                               | 부산광역시도 제21호선 (제도로)                                                          | 부산광역시      | 강서구 |                 |
| 낙동북로                 | 대사역                                                                                       |                                                                                         | 부산광역시      | 강서구 |                 |
| 낙동북로                 | 가락교                                                                                       |                                                                                         | 부산광역시      | 강서구 |                 |
| 낙동북로                 | 평강역                                                                                       | 대저중앙로 낙동북로188번길                                                              | 부산광역시      | 강서구 |                 |
| 낙동북로                 | (평강)                                                                                       | 부산광역시도 제4011호선 (대저로)                                                        | 부산광역시      | 강서구 |                 |
| 낙동북로                 | 대저역                                                                                       |                                                                                         | 부산광역시      | 강서구 |                 |
| 낙동북로                 | 체육공원역 (대저교)                                                                          |                                                                                         | 부산광역시      | 강서구 |                 |
| 낙동북로                 | 대저 분기점 (신대저 교차로) (대상지하차도)                                                   | 55호선 중앙고속도로 체육공원로                                                          | 부산광역시      | 강서구 |                 |
| 낙동북로                 | 강서구청역                                                                                   |                                                                                         | 부산광역시      | 강서구 |                 |
| 낙동북로                 | 대동사거리                                                                                   | 부산광역시도 제31호선 (공항로) 부산광역시도 제4011호선 (대저로)                         | 부산광역시      | 강서구 |                 |
| 낙동북로                 | 구포대교                                                                                     |                                                                                         | 부산광역시      | 강서구 |                 |
| 낙동북로                 | 북구                                                                                         |                                                                                         | 부산광역시      | |                 |
| 낙동북로                 | 구포대교 교차로                                                                              | 부산광역시도 제41호선 (낙동대로) 낙동북로                                               | 부산광역시      | |                 |
| 낙동대로                 | 구포대교 교차로                                                                              | 부산광역시도 제41호선 (낙동대로) 낙동북로                                               | 부산광역시      | 부산광역시도 제41호선과 중복                                                                                |                 |
| 낙동대로                 | 구포역                                                                                       |                                                                                         | 부산광역시      | 부산광역시도 제41호선과 중복                                                                                |                 |
| 낙동대로                 | 덕천 교차로 (덕천역)                                                                         | 국도 제35호선 부산광역시도 제41호선 (금곡대로) 부산광역시도 제35호선 (백양대로)         | 부산광역시      | 부산광역시도 제41호선과 중복                                                                                |                 |
| 만덕대로                 | 덕천 교차로 (덕천역)                                                                         | 국도 제35호선 부산광역시도 제41호선 (금곡대로) 부산광역시도 제35호선 (백양대로)         | 부산광역시      | |                 |
| 숙등 교차로              | 부산광역시도 제4105호선 (의성로)                                                             |                                                                                         | 부산광역시      | |                 |
| 숙등역                   |                                                                                              |                                                                                         | 부산광역시      | |                 |
| 남산정 교차로 (남산정역) | 기찰로 만덕3로                                                                               |                                                                                         | 부산광역시      | |                 |
| 고속도로입구 교차로      | 부산광역시도 제66호선 (남해고속도로 연결도로)                                                | 부산광역시도 제66호선과 중복 덕천 방면 진입 불가 만덕 방면 진출 불가                    | 부산광역시      | |                 |
| 만덕사거리 (만덕역)      | 부산광역시도 제3502호선 (만덕2로) 부산광역시도 제4001호선 (구만덕로) 만덕1로 만덕대로290번길 | 부산광역시도 제66호선과 중복                                                            | 부산광역시      | |                 |
| 만덕2터널                |                                                                                              | 부산광역시도 제66호선과 중복                                                            | 부산광역시      | |                 |
|                          | 동래구                                                                                       | 부산광역시도 제66호선과 중복                                                            | 부산광역시      | |                 |
| 충렬대로                 | 미남교 교차로                                                                                | 부산광역시도 제66호선과 중복                                                            | 부산광역시      | 부산광역시도 제4001호선 (쇠미로)                                                                            |                 |
| 충렬대로                 | 미남 교차로                                                                                  | 부산광역시도 제66호선과 중복                                                            | 부산광역시      | 부산광역시도 제66호선 (아시아드대로) 부산광역시도 제7102호선 (우장춘로) 미남로 충렬대로75번길 우장춘로4번길 |                 |
| 충렬대로                 | 내성 교차로 (동래역)                                                                         | 국도 제7호선 부산광역시도 제61호선 (중앙대로)                                           | 부산광역시      | |                 |
| 충렬대로                 | 동래 교차로 (수안역)                                                                         | 부산광역시도 제79호선 부산광역시도 제4002호선 (명륜로) 명륜로94번길                     | 부산광역시      | |                 |
| 충렬대로                 | 낙민역                                                                                       | 낙민로                                                                                  | 부산광역시      | |                 |
| 충렬대로                 | 안락 교차로 (안락지하차도)                                                                   | 국도 제14호선 부산광역시도 제91호선 (반송로) 충렬대로350번길                            | 부산광역시      | |                 |
| 충렬대로                 | (이름 없음)                                                                                  | 충렬대로410번길                                                                         | 부산광역시      | |                 |
| 충렬대로                 | 안락뜨란채삼거리                                                                             | 부산광역시도 제3203호선 (연안로)                                                        | 부산광역시      | |                 |
| 충렬대로                 | 원동교                                                                                       |                                                                                         | 부산광역시      | |                 |
| 해운대로                 | 해운대구                                                                                     |                                                                                         | 부산광역시      | |                 |
| 해운대로                 | 해운대구                                                                                     | 원동 나들목                                                                             | 부산광역시      | 부산광역시도 제11호선 (번영로)                                                                              |                 |
| 해운대로                 | 해운대구                                                                                     | 왕자맨션 교차로                                                                         | 부산광역시      | 부산광역시도 제4003호선 (반여로) 선수촌로                                                                   |                 |
| 해운대로                 | 해운대구                                                                                     | 재송삼익아파트삼거리                                                                    | 부산광역시      | 해운대로61번길                                                                                              |                 |
| 해운대로                 | 해운대구                                                                                     | 재송역                                                                                  | 부산광역시      | 재송1로 해운대로108번길                                                                                     |                 |
| 해운대로                 | 해운대구                                                                                     | 해운대경찰서앞 교차로                                                                   | 부산광역시      | 센텀동로 과정교                                                                                             |                 |
| 해운대로                 | 해운대구                                                                                     | 동부지청어귀 교차로                                                                     | 부산광역시      | 해운대로161번길                                                                                             |                 |
| 해운대로                 | 해운대구                                                                                     | 유창맨션앞삼거리                                                                        | 부산광역시      | 부산광역시도 제4004호선 (재반로)                                                                            |                 |
| 해운대로                 | 해운대구                                                                                     | 센텀역                                                                                  | 부산광역시      | 부산광역시도 제38호선 (센텀북대로)                                                                          |                 |
| 해운대로                 | 해운대구                                                                                     | (이름 없음)                                                                             | 부산광역시      | 부산광역시도 제4009호선 (센텀5로)                                                                           |                 |
| 해운대로                 | 해운대구                                                                                     | 삼호가든앞 교차로                                                                       | 부산광역시      | 부산광역시도 제20호선 (센텀남대로) 해운대로349번길                                                          |                 |
| 해운대로                 | 해운대구                                                                                     | 올림픽 교차로 (벡스코역)                                                                | 부산광역시      | 부산광역시도 제77호선 (광안대로) (장산로) 부산광역시도 제4008호선 (APEC로)                                  |                 |
| 해운대로                 | 해운대구                                                                                     | 승당삼거리                                                                              | 부산광역시      | 해운대로452번길                                                                                             |                 |
| 해운대로                 | 해운대구                                                                                     | 우일역                                                                                  | 부산광역시      | |                 |
| 해운대로                 | 해운대구                                                                                     | 운촌삼거리 (동백역)                                                                     | 부산광역시      | 부산광역시도 제4005호선 (동백로)                                                                            |                 |
| 해운대로                 | 해운대구                                                                                     | 부산기계공고삼거리                                                                      | 부산광역시      | 해운대로570번길 해운대해변로209번길                                                                         |                 |
| 해운대로                 | 해운대구                                                                                     | 해운대역                                                                                | 부산광역시      | 부산광역시도 제4007호선 (구남로)                                                                            |                 |
| 해운대로                 | 해운대구                                                                                     | 해운대구청어귀삼거리                                                                    | 부산광역시      | 중동1로 |                 |
| 해운대로                 | 해운대구                                                                                     | 중동지하차도                                                                            | 부산광역시      | |                 |
| 해운대로                 | 해운대구                                                                                     | 중동역 교차로                                                                           | 부산광역시      | 부산광역시도 제4005호선 (해운대로) 부산광역시도 제4006호선 (좌동순환로)                                     |                 |
| 좌동로                   | 해운대구                                                                                     | 중동역 교차로                                                                           | 부산광역시      | 부산광역시도 제4005호선 (해운대로) 부산광역시도 제4006호선 (좌동순환로)                                     |                 |
| 해운대문화회관 교차로    | 해운대구                                                                                     | 부산광역시도 제7715호선 (양운로)                                                        | 부산광역시      | |                 |
| 건영아파트사거리         | 해운대구                                                                                     | 대천로                                                                                  | 부산광역시      | |                 |
| 부흥중고교 교차로        | 해운대구                                                                                     | 부산광역시도 제4006호선 (좌동순환로)                                                    | 부산광역시      | |                 |
| 좌동지하차도             | 해운대구                                                                                     | 부산광역시도 제23호선 부산광역시도 제4005호선 (해운대로) 부산광역시도 제77호선 (장산로) | 부산광역시      | 종점 |                 |